# Al-Ahli Sports Club (Amman)
El Al-Ahli Amman es un equipo de fútbol de Jordania que milita en la Liga Premier de Jordania, la liga de fútbol más importante del país.
Fue fundado en el año 1944 en la capital Amán y es uno de los equipos más ganadores de Jordania con 8 títulos de Liga y 1 vez finalista del torneo de Copa.
A nivel internacional ha participado en 1 torneo continental, en la Copa de Clubes de Asia del año 2002, donde abandonó el torneo en la Primera ronda antes de enfrentarse al Al-Ittihad de Arabia Saudita.
Descendió en la Temporada 2010-11 tras ser descalificado del torneo.

## Palmarés
- Liga Premier de Jordania: 8

1947, 1949, 1950, 1951, 1954, 1975, 1978, 1979
- Copa de Jordania: 0
  - Finalista: 1

1984

## Participación en competiciones de la AFC
- Copa de Clubes de Asia: 1 aparición

2002 - abandonó en la Primera ronda

## Ex Entrenadores
- Nihad Soufar
- Issa Al-Turk

## Jugadores destacados
| - Anas Tareef - Ra'ed Al-Nawateer - Ahmed Nofal - Mohammad Omar Shishani - Nabeel Al-Omari - Alaa' Dakhl Allah - Alaa' Al-Mawmani - Bassam Al-Khatib - Ra'fat Jalal - Nart Yadaj - Anzour Nafash | - Eliseo Giusfredi - Edgard Lima de Melo - Leonardo Pinto - Alan Souza - Luca Cesarini - Ahmed Mrash - Samir Laaroussi |